# アメリカ航空宇宙局
座標: 北緯38度52分59秒 西経77度0分59秒 / 北緯38.88306度 西経77.01639度
アメリカ航空宇宙局（アメリカこうくううちゅうきょく）あるいは国家航空宇宙局（こっかこうくううちゅうきょく、英語: National Aeronautics and Space Administration, NASA）は、アメリカ合衆国政府内における宇宙開発の計画を担当する連邦機関。1958年7月29日、国家航空宇宙法（National Aeronautics and Space Act）に基づき、先行の国家航空宇宙諮問委員会（National Advisory Committee for Aeronautics、NACA）を発展的に解消する形で設立された。正式に活動を始めたのは1958年10月1日のことであった。
NASAはアメリカの宇宙開発における国家的努力をそれ以前よりもさらに充実させ、アポロ計画における人類初の月面着陸、スカイラブ計画における長期宇宙滞在、さらに宇宙往還機スペースシャトルなどを実現させた。現在は国際宇宙ステーション（International Space Station、ISS）の運用支援、オリオン宇宙船、スペース・ローンチ・システム、商業乗員輸送などの開発と監督を行っている。
宇宙開発に加えてNASAが帯びている重要な任務は、宇宙空間の平和目的あるいは軍事目的における長期間の探査である。人工衛星を使用した地球自体への探査、無人探査機を使用した太陽系の探査、進行中の冥王星探査機ニュー・ホライズンズ（New Horizons）のような太陽系外縁部の探査、さらにはハッブル宇宙望遠鏡などを使用した、ビッグ・バンを初めとする宇宙全体への探査などが主な役割となっている。2006年2月に発表されたNASAの到達目標は、「宇宙空間の開拓、科学的発見、そして最新鋭機の開発において、常に先駆者たれ」であった。

## 歴史

### 宇宙開発競争
1957年10月4日、ソビエト連邦が人類史上初の人工衛星スプートニク1号を成功させたことにより、アメリカ国民は「自国の宇宙開発技術が、いかに貧弱であるか」という事実を思い知らされた（スプートニク・ショック）。議会はアメリカの安全保障および技術の先駆性が脅威に晒されていることを警告し、連邦政府は直ちに何らかの行動をとるよう促した。
これを受け、アイゼンハワー大統領およびその側近は対応策を慎重に検討し、数ヶ月にわたって討議を重ねた結果、「非軍事目的の宇宙活動を実施するためには、陸海空軍などが独自に宇宙開発を進める状態を改め、指揮系統を一元化するべきだ」との結論に達し、国防高等研究計画局（Advanced Research Projects Agency、ARPA）も同時に、創設されることとなった。

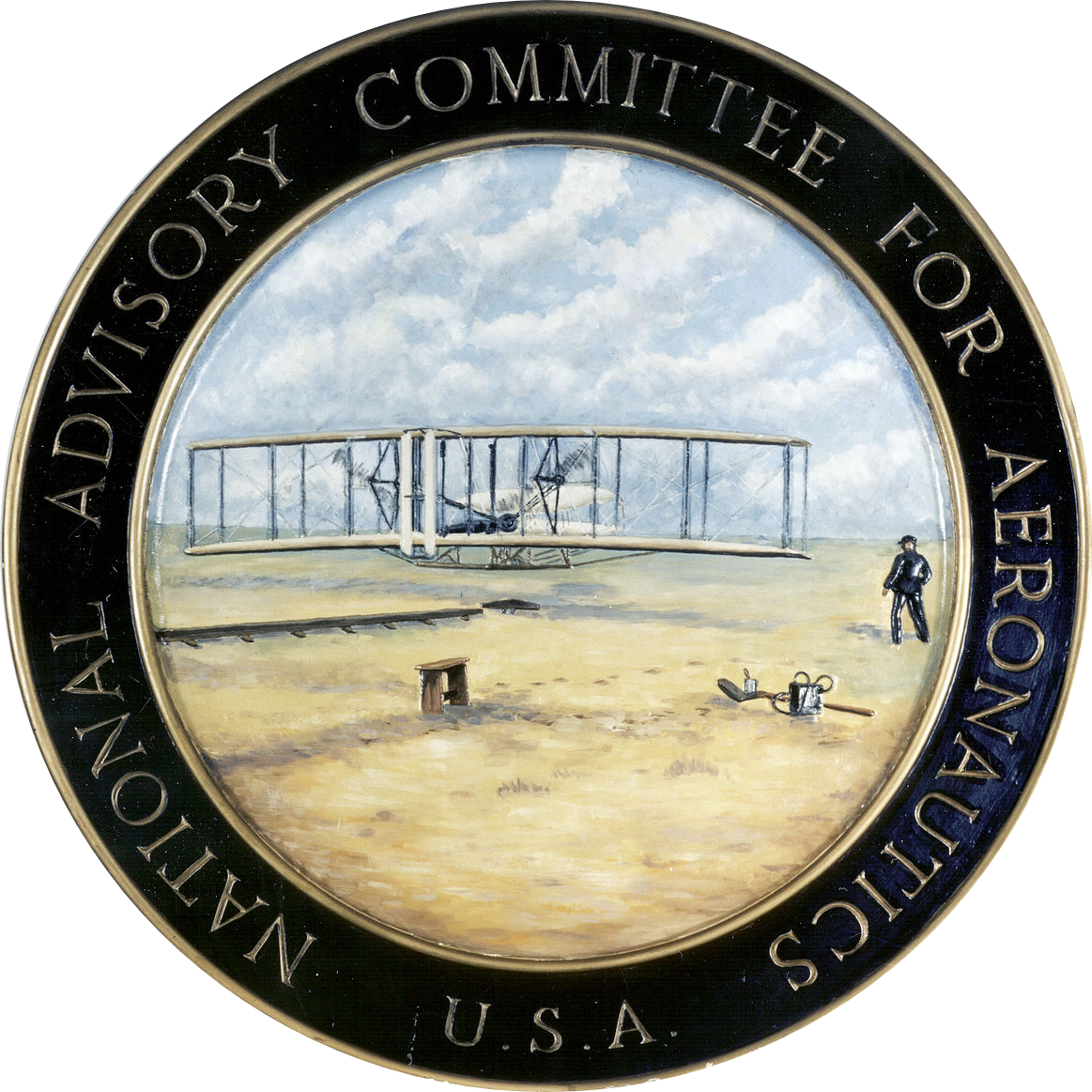
NACAのマーク

### NACA時代
1957年末から1958年初頭にかけ、NACA（国家航空宇宙諮問委員会）はそれまで同委員会が果たしてきたような役割を非軍事の新設の機関に委譲する方法についての検討を始め、またその概念を精査するためにいくつかの委員会を立ち上げた。1958年1月12日、NACAはガイフォード・スティーヴァー（Guyford Stever）を議長とする「宇宙技術特別委員会」を設立した。スティーヴァーの委員会は、第二次世界大戦後にアメリカの市民権を獲得したヴェルナー・フォン・ブラウンをリーダーとするアメリカ陸軍弾道ミサイル局の「宇宙ロケット開発グループ」から提案された、巨大ロケット開発計画を諮問する任務も帯びていた。1958年1月14日、NACA長官ヒュー・ドライデンは「宇宙技術のための国家的調査計画」を発表し、以下のように述べた。
| 「 | 我が国の威信および軍事的な必要性の両面から考えれば、今回の挑戦（スプートニク）に見舞われた、宇宙征服のための調査および開発の計画を精力的に推し進めることは、緊急かつ重要な課題である。（中略）そのため、非軍事的な国家機関によって科学的な調査が行われるべきだとの提案がなされた。（中略）NACAは宇宙開発技術で主導権を取ることにより、その成果を急速に拡大し延長する能力がある。 | 」 |

1958年1月31日午後10時48分（アメリカ東部標準時）、エクスプローラー1号（国際衛星識別符号 "1958α" を与えられている）が発射され、アメリカ初の人工衛星となった。3月5日、大統領科学技術諮問委員会委員長ジェームズ・キリアン（James Killian）は、アイゼンハワー大統領に「民間宇宙計画のための組織」と題する書簡を送り、日程の遅れを最小限に抑えて調査計画を拡張すべく、NACAを強化し再編した組織による文民統制型の宇宙計画を創設することを促した。同年3月末にNACAは、当時企画中だった水素とフッ素を推進剤とする100万ポンド（453トン、445万ニュートン）の推力を持つ3段式のロケットの開発計画を含む、「宇宙開発に関する提言」と題する報告書を発表した。
同年4月アイゼンハワーは議会で演説し、民間主導の宇宙開発機関を新設する意向と、アメリカ航空宇宙局設立のための予算案を述べた。NACAのそれまでの役割は、たとえば調査活動ひとつを取ってみても、その規模や進展、管理、運営などの点において変革がなされるべきであった。7月16日、議会は予算案を承認し、同時にNASA設立のための具体的な根拠となった「国家航空宇宙決議」についても若干の言及をした。そのわずか2日後、フォン・ブラウン率いる作業グループは予備報告書を提出し、その中で現状のアメリカの宇宙開発には様々な機関が割り当てられ、相互の連携が欠落し国家的労力が重複していることを痛烈に批判した。スティーヴァーの宇宙開発委員会はブラウンらのグループの批判に同意し、10月には最終的な草案が提出された。

1975年から1992年まで使用されていたNASAのロゴタイプ。2020年代から再び使用される。

### NASAの発足
1958年7月29日、アイゼンハワー大統領は国家航空宇宙決議に署名し、ここにアメリカ航空宇宙局（NASA）が正式に発足した。同年10月1日に実務がスタートすると、NASAは直ちに46年の歴史を持つNACAの組織（8千人の従業員、1億ドルの年間予算、三つの主要な研究施設（ラングレー航空研究所、エイムズ航空研究所、ルイス飛行推進研究所）や二つの小さな実験施設など）をそのまま吸収した。
フォン・ブラウン博士が所属していた陸軍弾道ミサイル局と、海軍調査研究所もまたNASAに併合された。NASAがソ連との宇宙開発競争に参入するにあたって重要な貢献をなしたのは、かつて第二次大戦下のドイツにおいて、フォン・ブラウンに率いられたロケット計画で開発された技術であった。そこにはロバート・ゴダード博士の初期の研究の成果も取り入れられている。空軍および国防高等研究計画局が行っていた初期段階の研究も、NASAに引き継がれた。1958年12月には、カリフォルニア工科大学が運営するジェット推進研究所もNASAの指揮下に入った。

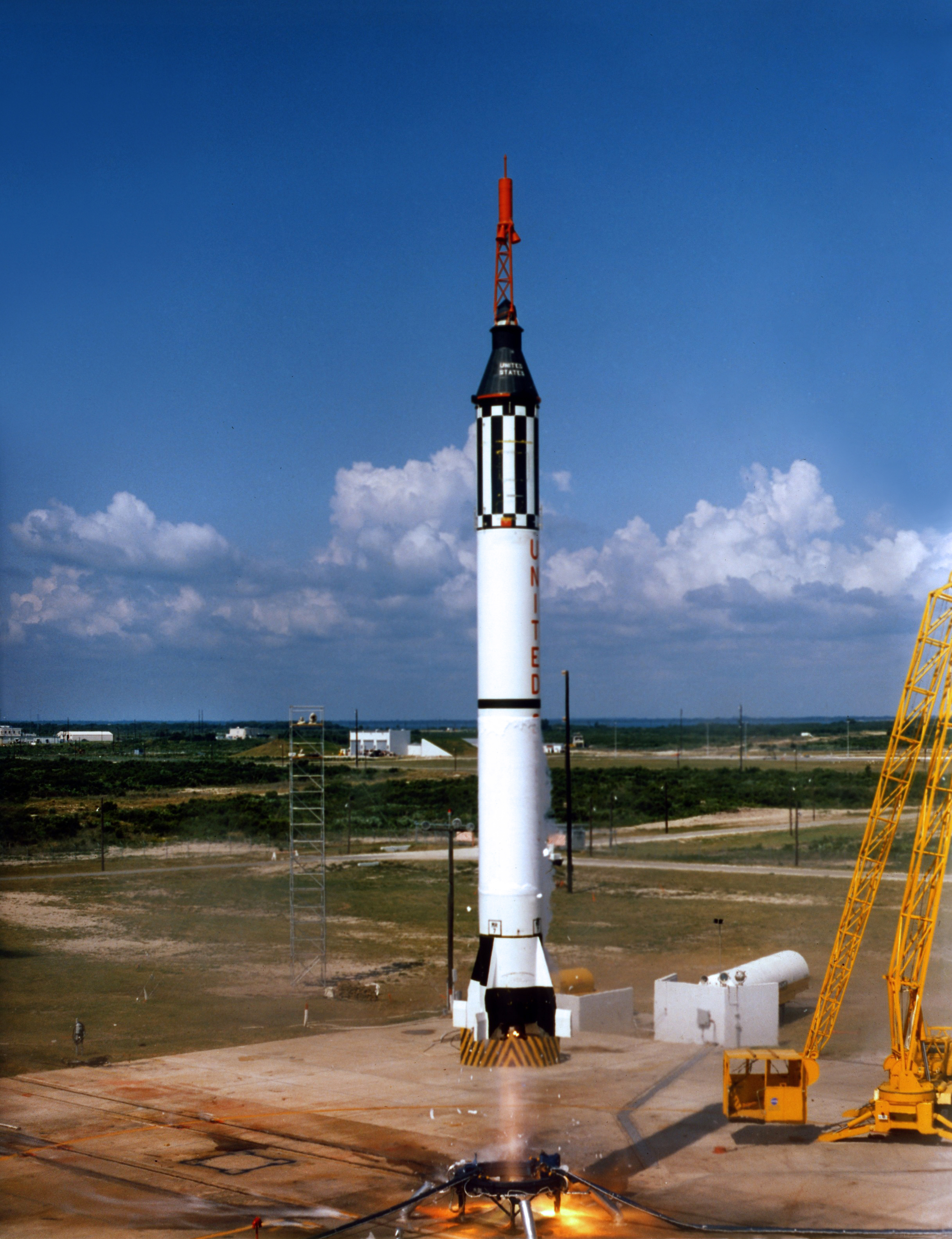
1961年5月5日、アラン・シェパード飛行士の搭乗するマーキュリー宇宙船「フリーダム7」が、レッドストーンロケットによって打ち上げられる瞬間。この後アメリカ初となる弾道飛行に成功。

### マーキュリー計画
NASAが最初に行ったのは、冷戦下におけるソ連との熾烈な宇宙開発競争の中で実施された有人宇宙飛行計画であった。1958年に開始されたマーキュリー計画はまだほとんど手探りの状態で、そもそも人間は宇宙空間で生存できるのかという初歩的なことを調べることから開始された。また陸・海・空軍からも代表者が送り込まれ、NASAを支援した。飛行士の選抜は、すでにいる選び抜かれた軍のテスト・パイロットの中から候補を絞り込めばよいだけなので、比較的容易であった。
1961年5月5日、第一次選抜飛行士「マーキュリー・セブン」の一人であるアラン・シェパード（Alan Shepard）飛行士がマーキュリー宇宙船「フリーダム7」で15分間の弾道飛行に成功し、アメリカ初の宇宙飛行士となった。その後1962年2月20日にはジョン・グレン（John Glenn）飛行士が「フレンドシップ7」で2時間半の飛行を行い、初の地球周回飛行を成功させた。

### ジェミニ計画

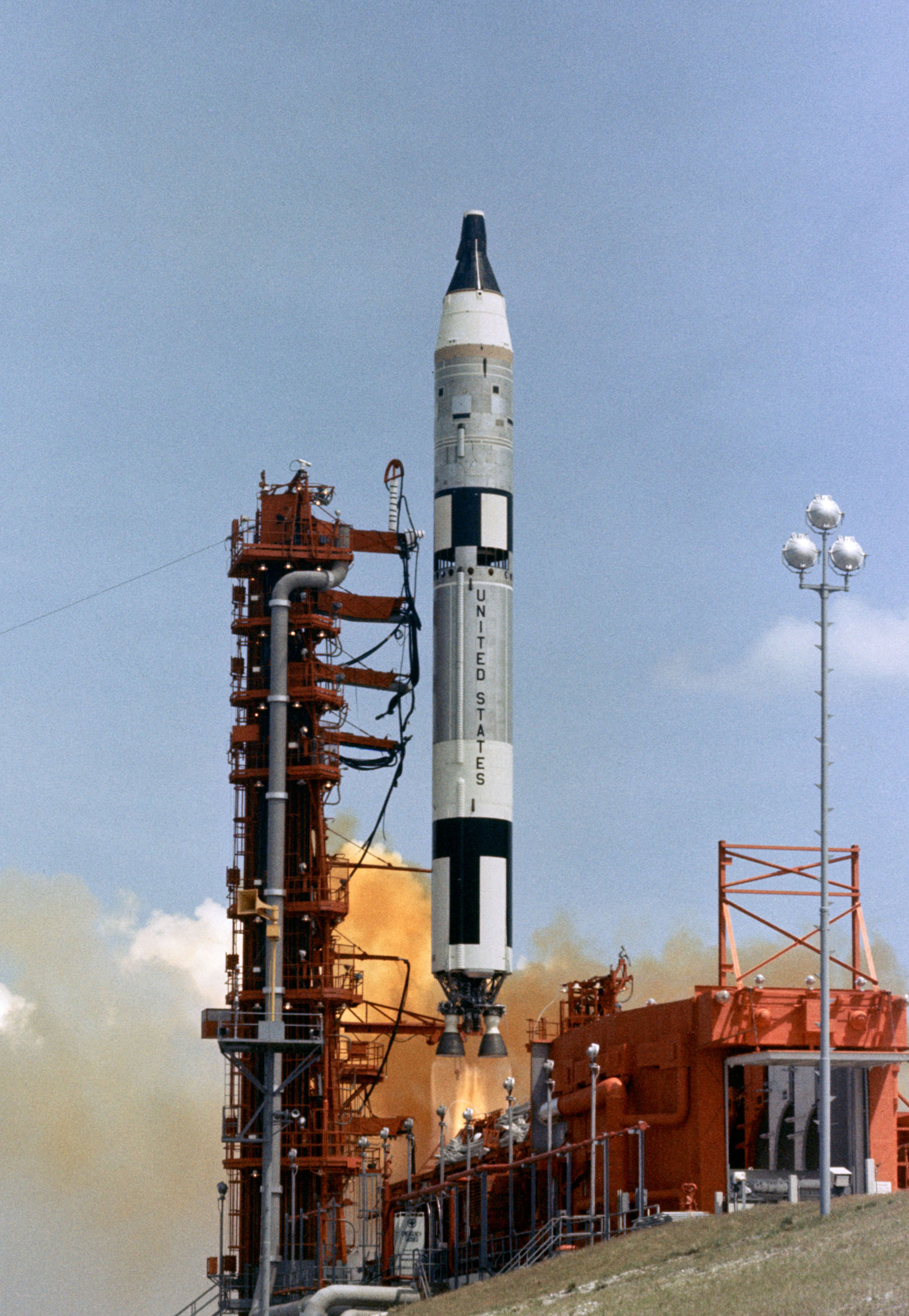
ジェミニ1号の打ち上げ

マーキュリー計画の終了後、月飛行に必要な種々の問題を解決し実験を行うためのジェミニ計画が始まった。飛行士を搭乗させての初飛行は1965年3月23日のジェミニ3号で、ガス・グリソムとジョン・ヤングが地球を3周した。続く9回の有人飛行で、長期間の宇宙滞在や、他の衛星とのランデブーやドッキングが可能なことが証明され、無重力が人体に及ぼす医学的データが集められた。またこれと平行して、NASAは太陽系探査のための様々な宇宙機を打ち上げた。史上初の有人飛行（ボストーク1号）と同様、月の裏側の写真を初めて撮影したのはソ連の探査機だったが、地球以外の惑星（金星）を初めて探査したのはNASAのマリナー2号だった。

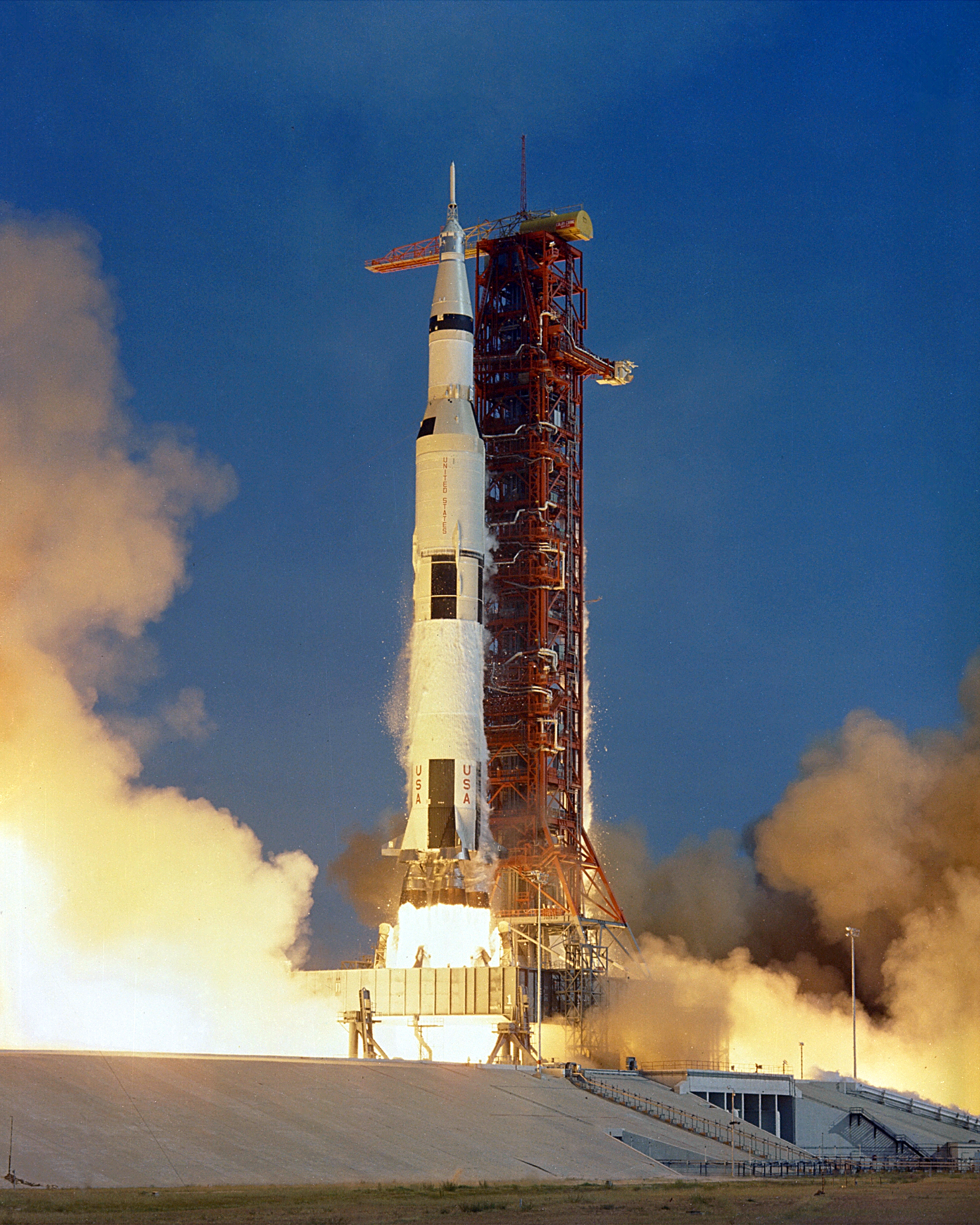
アポロ11号の打ち上げ

### アポロ計画
アポロ計画は、人間を月面に着陸させかつ安全に地球に帰還させることを目的に構想された。しかしながらアポロ1号では、地上での訓練中に火災事故が発生し、飛行士3名が犠牲になった。これにより、アポロ宇宙船は人間を搭乗させる前に数回の無人試験飛行を行うことを余儀なくされた。8号と10号は月を周回し、多数の写真を持ち帰った。1969年7月20日、アポロ11号が月面に着陸し、ニール・アームストロングとバズ・オルドリン両飛行士が人類として（また地球上に誕生した生物として）初めて、地球以外の天体の上に降り立った。13号では月に向かう途中で宇宙船の酸素タンクが爆発する事故が発生したが、3名の飛行士は無事地球に帰還することに成功した。アポロでは計6回の月面着陸が行われ、貴重な科学的データと400kg近い岩石のサンプルを持ち帰った。また土質力学、流星物質、地震学、伝熱、レーザー光線を使用した地球と月の間の正確な距離の測定、磁場、太陽風など、多数の科学的実験が行われた。

### スカイラブ計画
スカイラブはアメリカが地球周回軌道上に打ち上げた初の宇宙ステーションである。100トン近く（正確には91トン）もある機体は1973年から1979年まで地球を周回し続け、1973年と1974年に3回にわたって飛行士が搭乗した。スカイラブでは当初は太陽系の他の惑星が及ぼす重力の変位の調査が行われる予定だったが、国民が宇宙開発に関心を失い予算が削減されたことにより任務が縮小された。実験の中には、微少重力が及ぼす影響を調べることや、搭載された望遠鏡で太陽の活動を観測することも含まれていた。当初はスペースシャトルとドッキングさせ、より高い安全な軌道に移行させることが計画されていたが、シャトルが初飛行に成功する前の1979年に大気圏に再突入して消滅した。3回目の搭乗員（SL-4）が1974年2月に下船した後、太陽の活動が活発になり、その結果地球の大気が暖められて大気圏が膨張し、機体にかかる空気抵抗が増大したため再突入の時期が早まったのである。スカイラブは1979年7月11日16:37（UTC）ごろに再突入し、オーストラリア西部からインド洋にかけて破片が散らばったが、いくつかの残骸が回収された。

### アポロ・ソユーズテスト計画

国立航空宇宙博物館に展示されているアポロとソユーズ両宇宙船

アポロ・ソユーズテスト計画は、1975年7月にアメリカとソビエト連邦の間で初めて行われた共同飛行計画である。アメリカにとってはこれがアポロ宇宙船の最後の飛行であり、また1981年4月にスペースシャトルが打ち上げられるまで、有人宇宙飛行は中断された。

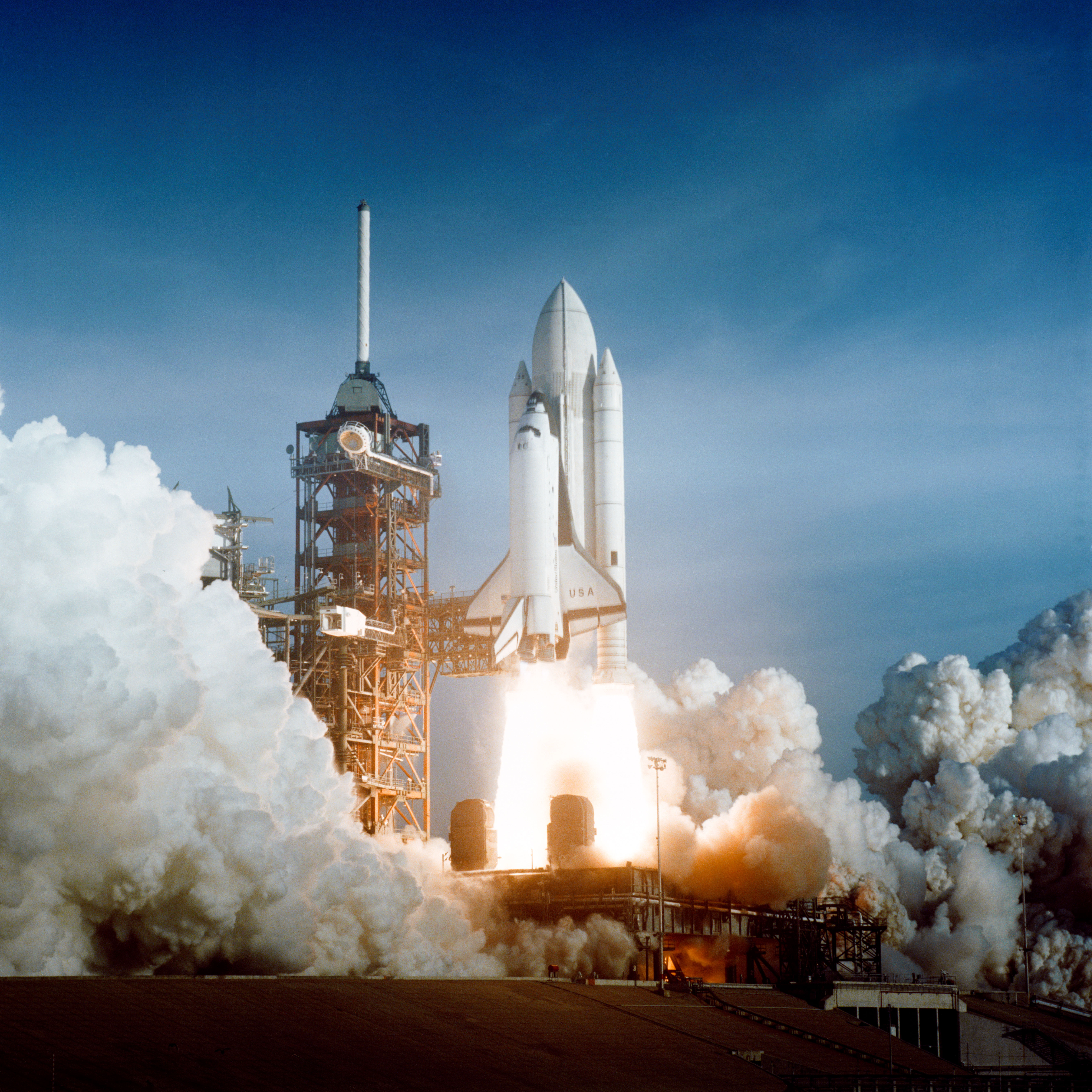
1981年4月12日、スペースシャトル「コロンビア」の初飛行

### スペースシャトルの時代
1970年代から80年代におけるNASAの最大の眼目は、スペースシャトルであった。シャトルは1985年までに再使用可能な4機の機体が製造され、その1号機であるコロンビア号は1981年4月12日に初めて打ち上げられた。
シャトルのニュースは、NASAにとって必ずしも明るいものばかりではなかった。打ち上げにかかるコストは当初に予想していたものよりもはるかに高くつき、発射が日常化されるにつれ国民は宇宙開発に対する関心を失っていった。そんな中で1986年に起こったチャレンジャー号爆発事故は、宇宙飛行にともなう危険性を再認識させることとなった。
そんな中で、後に国際宇宙ステーション（International Space Station、ISS）へと発展するフリーダム宇宙ステーション計画が、有人宇宙飛行の焦点として開始されたが、このような計画はボイジャー計画のような無人惑星探査に比べ、費用がかかりすぎるのではないかという議論がNASA内部にさえもあった。
その一方で、シャトルはハッブル宇宙望遠鏡（Hubble Space Telescope、HST）のような画期的な計画も成功させた。HSTはNASAとヨーロッパ宇宙機関（European Space Agency、ESA）の共同開発によって行われたもので、この成功によって他国の宇宙機関との協力という新たな道が開かれた。HSTに費やした予算は20億ドル以下で、1990年に稼働して以来、数多くの鮮明な天体写真を送り続けている。その中でも、草分けとなった「ハッブル・ディープ・フィールド（Hubble Deep Field）」は特に有名である。
1995年、シャトル・ミール計画によってロシアとの共同計画も再開された。ミールとシャトルがドッキングすれば、これはもはや完全な宇宙ステーションであると言えた。このアメリカとロシアという宇宙開発における二大巨頭の協力関係は、ISS（国際宇宙ステーション）の建設作業において21世紀まで継続されている。2003年、コロンビア号空中分解事故によりシャトルの飛行が2年間中断された間、NASAはISSの保守作業をロシアの宇宙船に頼ったことから見ても、両者の信頼関係の強さは明白である。
ISSは、主な機材の運搬はすべてシャトルに頼っている。1986年のチャレンジャー号と2003年のコロンビア号の事故で、シャトルは2機の機体と14名の飛行士を失った。1986年の事故では新たにエンデバー号が製造され喪失した機体の埋め合わせがなされたが、2003年の事故ではそのような補強はされず、新型宇宙船オリオンへの移行が決定された。
ESAや日本の宇宙航空研究開発機構（JAXA）など、ステーション建設に投資した他の国々はISSの完成に懸念を表明したが、これに対し宇宙運用局長のウィリアム・H・ガーステンマイヤー（William H. Gerstenmaier）は、計画には柔軟性がありシャトルは2007年には6ヶ月で3回の飛行を成功させていること、NASAは危機的な日程にも対応できる能力があることなどを説明した。
90年代を通して、NASAは議会の財政削減にともなう予算の縮小に直面してきた。第9代長官で、「より早く、より良く、より安く」の標語の生みの親であるダニエル・ゴールディン（Daniel Goldin）は、進行中の多彩な惑星探査計画（ディスカバリー計画）は、経費を削減することで継続が可能であると提案した。1999年にマーズ・クライメイト・オービター（Mars Climate Orbiter）とマーズ・ポーラー・ランダー（Mars Polar Lander）の2機が失敗したのはこの経費削減が原因であると批判を浴びたが、一方でスペースシャトルは2006年12月までに116回の飛行に成功していた。

## NASAの宇宙飛行計画
NASAは21世紀初頭までに150の有人宇宙飛行を含む多数の宇宙計画を成功させてきた。中でも著名なのは、11号による史上初の月面着陸を含む、一連のアポロ計画である。スペースシャトルはチャレンジャー号とコロンビア号の事故により、14名の搭乗員全員の命が失われるという大きな障害に見舞われた。シャトルはロシアの宇宙ステーションミールとのドッキングを果たし、現在はロシア・日本・カナダ・欧州宇宙機関など世界の多数の国々が共同参加している国際宇宙ステーションへのドッキングが可能である。
無人飛行計画もまた多数行われており、太陽系の7つの惑星（水星・金星・火星・木星・土星・天王星・海王星）はいずれも少なくとも一度は探査機が訪れ、1997年に打ち上げられたカッシーニ（Cassini）探査機は2004年の半ばに土星の周回軌道に乗り、土星表面やその衛星を探査している。カッシーニはNASAのジェット推進研究所と欧州宇宙機関による、20年以上におよぶ国際協力のたまものであった。またパイオニア10・11号およびボイジャー1・2号の4機は太陽系を離れた。NASAは現在の所、小惑星帯を越えて太陽系の外側へ探査機を送り込んだ唯一の宇宙機関である。いくつかの小惑星や彗星にも探査機が接近し、NEARシューメーカーは史上初の小惑星への着陸を行った。

### 火星探査

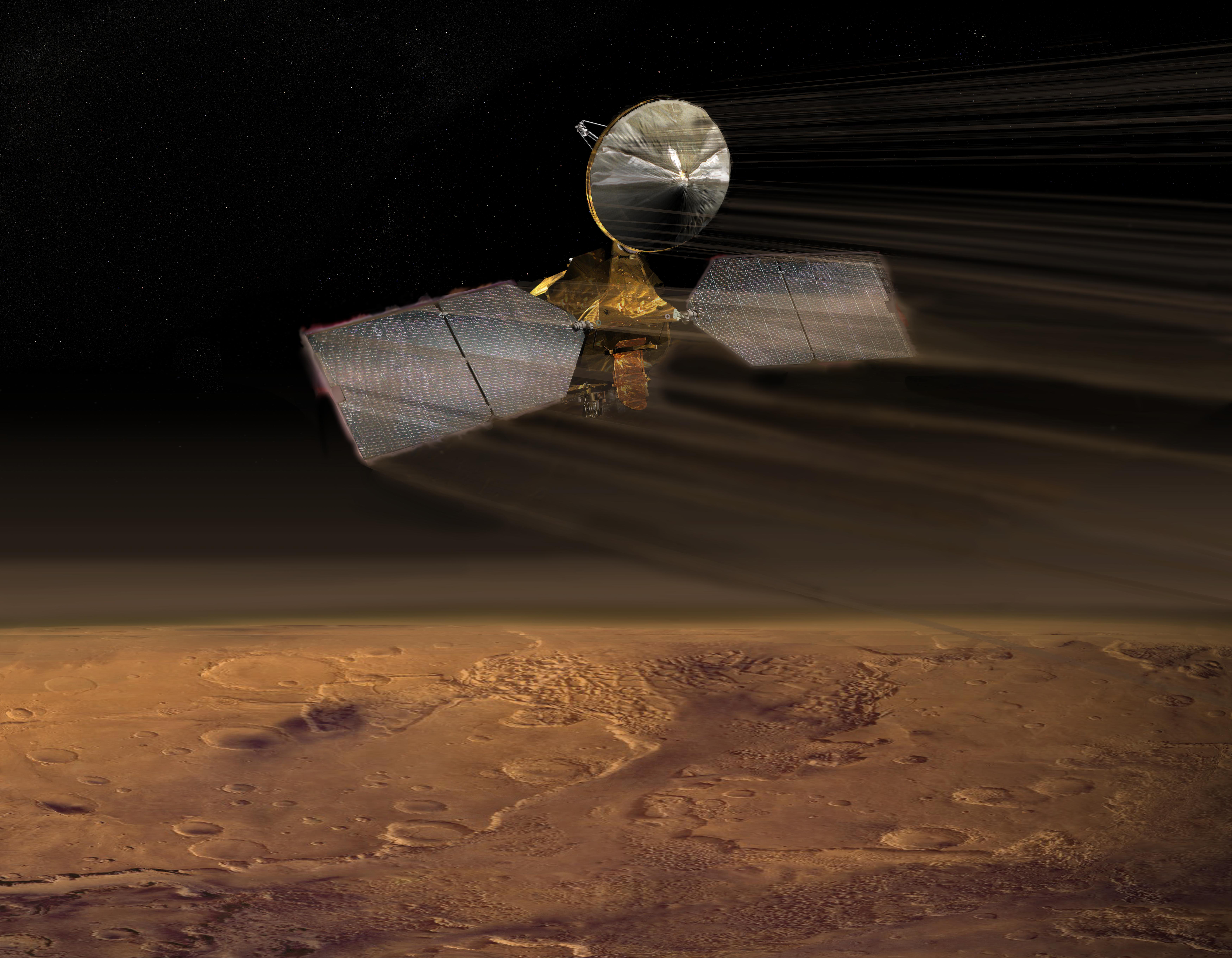
マーズ・リコネッサンス・オービター

火星に対しては、水や生命の存在や地質や気候についてを観察をする目的で多数の探査計画が行われてきた。火星探査機はすべてカリフォルニア州パサデナのジェット推進研究所で作成されている。
マリナー計画やバイキング計画に続き、1996年に打ち上げられた「マーズ・パスファインダー（Mars Pathfinder）」は翌年に火星に20年ぶりに着陸し、同時期に打ち上げられた「マーズ・グローバル・サーベイヤー（Mars Global Surveyor）」は上空から火星を観測した。
2001年に打ち上げられた「2001マーズ・オデッセイ（Mars Odyssey）」は2011年初頭時点でも火星上空から観測を続けていて、2003年に打ち上げられた「マーズ・エクスプロレーション・ローバー（Mars Exploration Rover、MER）」 のローバー「スピリット（Spirit）」と「オポチュニティ（Opportunity）」は、2004年の初頭以来グセフ（Gusev）クレーターやメリディアニ平原（Meridiani Planum）で当初予定していたより17倍もの長期間に渡って運用され続けている。2005年には「マーズ・リコネッサンス・オービター（Mars Reconnaissance Orbiter）」が打ち上げられ、2011年初頭時点でも火星上空から観測が続けられている。2007年には「フェニックス（Phoenix Mars Lander）」が打ち上げられ、2008年5月25日に火星の北極付近に着陸し、同年6月のロボットアームによる土壌掘削調査により土壌中から氷らしきものを発見した。
2008年5月25日、「豪腕」「改革屋」の異名を持つ科学ミッション部門の副長官アラン・ステム（Alan Stem）が辞任した。伝聞によると在任中の4月11日、アランは「2001マーズ・オデッセイ（Mars Odyssey）」 および「マーズ・エクスプロレーション・ローバー（Mars Exploration Rover、MER）」 の予算のカットを指示したが、グリフィン長官に覆されたとのことである。この削減案は、マーズ・サイエンス・ラボラトリーにかかる経費の超過を相殺するためのものであった。アランは「自分が辞任する理由はMERに関わるものではない」とし、「MERの予算をカットしようとした人間は自分ではない」とも述べた。彼は1年ほどの勤務の間に、「NASAの重要な科学実験計画を再建し、大きな変革をもたらした」と評価されたが、辞めた理由は「健全な計画や、政治的に微妙な問題を含むような基礎研究が中止されることを避けるためだった」と語っている。グリフィン長官は基礎研究のような地味な部分の予算を削りたがる傾向を持っており、それを拒否したことがアランを辞任に導いたのではないかと言われている。

## NASAの科学研究

### オゾン層破壊
20世紀の中盤からNASAは地球観測のための計画を増加させ、環境調査を行ってきた。その成果の一つが1980年代に打ち上げられた「地球観測システム（Earth Observing System、EOS）」で、オゾン層の破壊のような地球的規模の環境問題を監視することが可能となった。
また初の世界的規模の測量は、1978年にゴダード宇宙研究所の科学者たちにより、ニンバス（Nimbus）7号を使用して行われた。

### 塩湖の蒸発およびエネルギー管理
国家的規模の自然復旧計画の中の一つとして、NASAは南サンフランシスコ湾の61平方キロメートルにおよぶ政府による塩湖の干拓事業が、周辺の環境にどのような影響を及ぼしているのかを衛星を使用して観察している。
またNASAは、環境破壊の予防とエネルギーの削減および水資源の確保に直結する計画に、全機関をあげて取り組んでいる。これらの事実により、アメリカ政府の環境問題に関わる専門機関はNASAであることは明らかである。

### 地球科学事業
地球科学事業（Earth Science Enterprise）の主目的は、自然に対する理解を深め人間が地球環境に与えた変化を知ることである。そのためNASAは、その目的を達成するために関係諸機関と長年にわたり協力してきた。2000年代末までに同事業が行ってきた計画は、以下のとおりである。
- 炭素管理のための炭素分離評価（Carbon sequestration for Carbon Management）
- 国防のための大気および水質に関する早期警戒システム（Early warning systems for air and water quality for Homeland Security）
- エネルギー予想のためのより高度な天気予報（Enhanced weather predication for Energy Forecasting）
- 沿岸管理のための環境指標（Environmental indicators for Coastal Management）
- 地域社会発展管理のための環境指標（Environmental indicators for Community Growth Management）
- 絶滅危機に瀕する生物種のための環境モデル（Environmental models for Biological Invasive Species）
- 大気汚染管理のための国家的および地球的規模の大気の計測および予測（Regional to national to international atmospheric measurements and predictions for Air Quality Management）
- 水資源管理および保護のための水循環の研究（Water cycle science for Water Management and Conservation）

NASAは国立再生可能エネルギー研究所（National Renewable Energy Laboratory）と協力して、世界的規模の太陽資源地図を作成している。またDNAPL重非水液による水質汚染を除去するための、革新的な技術を評価する取り組みも続けている。1999年4月6日、NASAはアメリカ合衆国環境保護庁、アメリカ合衆国エネルギー省および空軍との間で、自然酸化膜除去および重非水液の酸化還元反応を矯正する二つの革新的な技術についての合意書を取り交わし、ケネディ宇宙センターにおいてその実験に協力することを約束した。国立宇宙局は軍およびアメリカ国防契約管理局と協力して「汚染予防のための共同グループ（Joint Group on Pollution Prevention）」を結成し、汚染物質を除去するための取り組みを続けている。
2003年5月8日、環境保護庁はアメリカ政府の施設として初めて、ゴダード宇宙飛行センターでごみ再処理ガスを動力源として使用することを許可した。

## NASAの将来

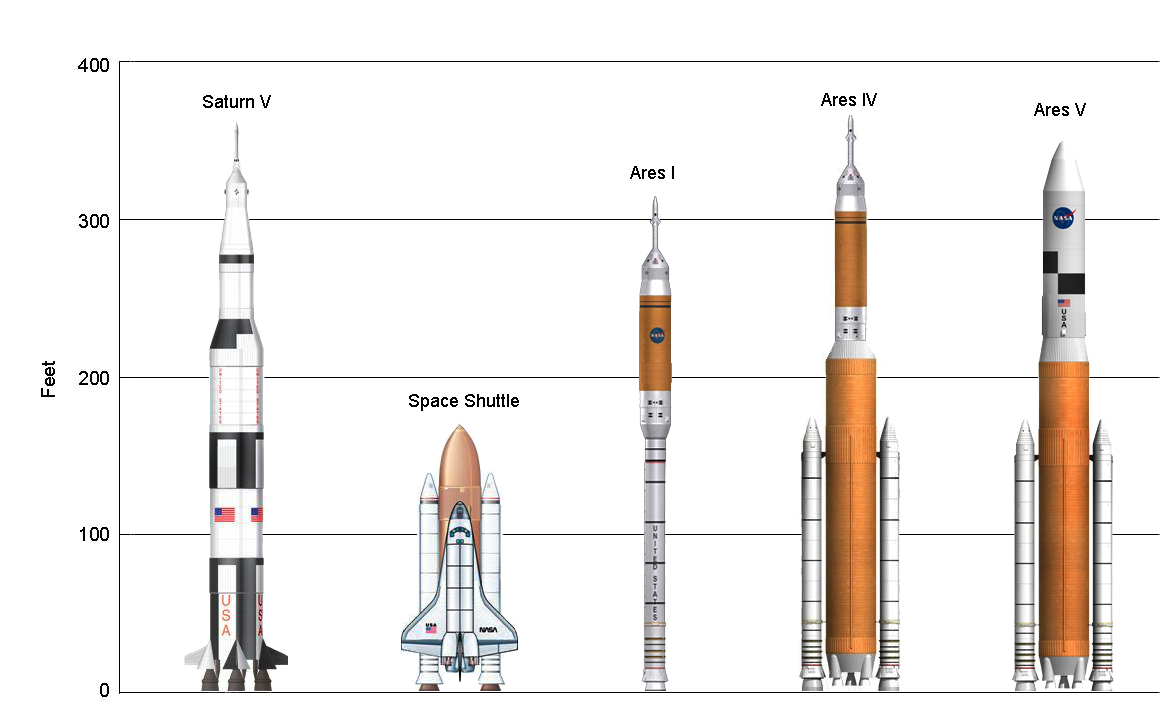
左から月飛行に使用されたサターンV、スペースシャトル、計画が中止されたアレスI、アレスIV、アレスV

現在の「宇宙開発における合衆国の指針（Space policy of the United States）」の中で、NASAは「宇宙の探査および開発・獲得に、有人あるいは無人機を使用した継続的で実行可能な計画を実施し、地球・太陽系・宇宙に関する根本的な科学的知識をより広げるために民間の宇宙機を使用する」と述べている。現在は火星、土星といった深宇宙への探査計画、および地球や太陽に関する研究計画が進行中である。また水星や冥王星へと向かう探査機もすでに打ち上げられている。計画中の木星への探査計画が実現されれば、太陽系の半分以上の惑星を網羅することになる。
より発展した大型の移動探査機「マーズ・サイエンス・ラボラトリー（Mars Science Laboratory）」は現在進行中で、当初は2009年10月に発射の予定だったが、技術的な問題により若干の遅れが生じ、2011年11月に打ち上げられた。
冥王星探査機「ニュー・ホライズンズ（New Horizons）」は2006年に打ち上げられ、2015年に冥王星を観測した。水星探査機「メッセンジャー（MESSENGER）」は水星への接近を繰り返しながら減速し、2011年3月に水星の周回軌道に乗った。その他、小惑星帯の探査を目的とする「ドーン（Dawn）」や、複数の彗星探査機が飛行中である。現在準備中の計画には、火星の大気を研究するための「マーズ・スカウト計画（Mars Scout Program）」の一環としての「メイヴン（Mars Atmosphere and Volatile EvolutioN、MAVEN）」がある。

### 将来に向けた声明

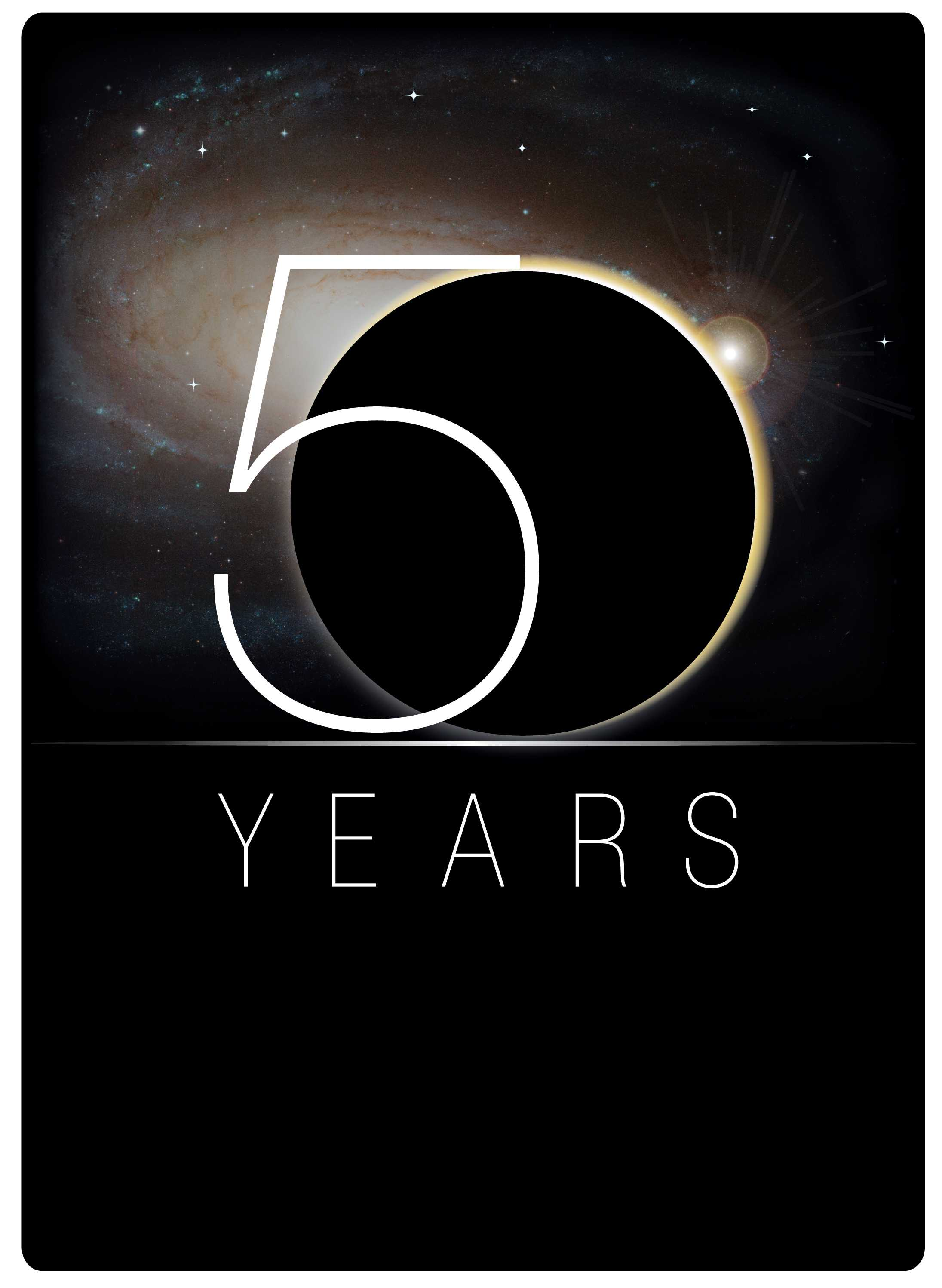
NASA50周年記念のロゴマーク

2002年以来、NASAは予算案や計画文書の中に以下のような声明を記している。
「我々が住むこの惑星を理解し、保護すること。宇宙を探査し、生命の起源を探ること。次の世代の探求心を鼓舞すること……それができるのはNASAだけである。」
2006年2月の初め、この声明は一部が変更され、「我々が住むこの惑星を理解し、保護すること」の部分が削除された。ある者はこの変更はNASAの文治主義を保護するためのものだと考えたが、他の者の中には、これは科学者ジェームズ・ハンセン（James Hansen）による、アメリカ政府の温暖化対策への姿勢に対する批判ではないかと疑う者もいた。NASAは公式にはそのような事は一切関係ないと否定し、宇宙探査のための新しい方針を示している。NASAのモットーは、「すべての者のための利益」である。
上院の「国土安全保障・政府問題委員会（Committee on Homeland Security and Governmental Affairs）」幹部は2006年7月31日にグリフィン長官を招致し、この変更に対する懸念を表明した。NASAはこの年、いくつかの地球探査計画を中止していた。

### コンステレーション計画

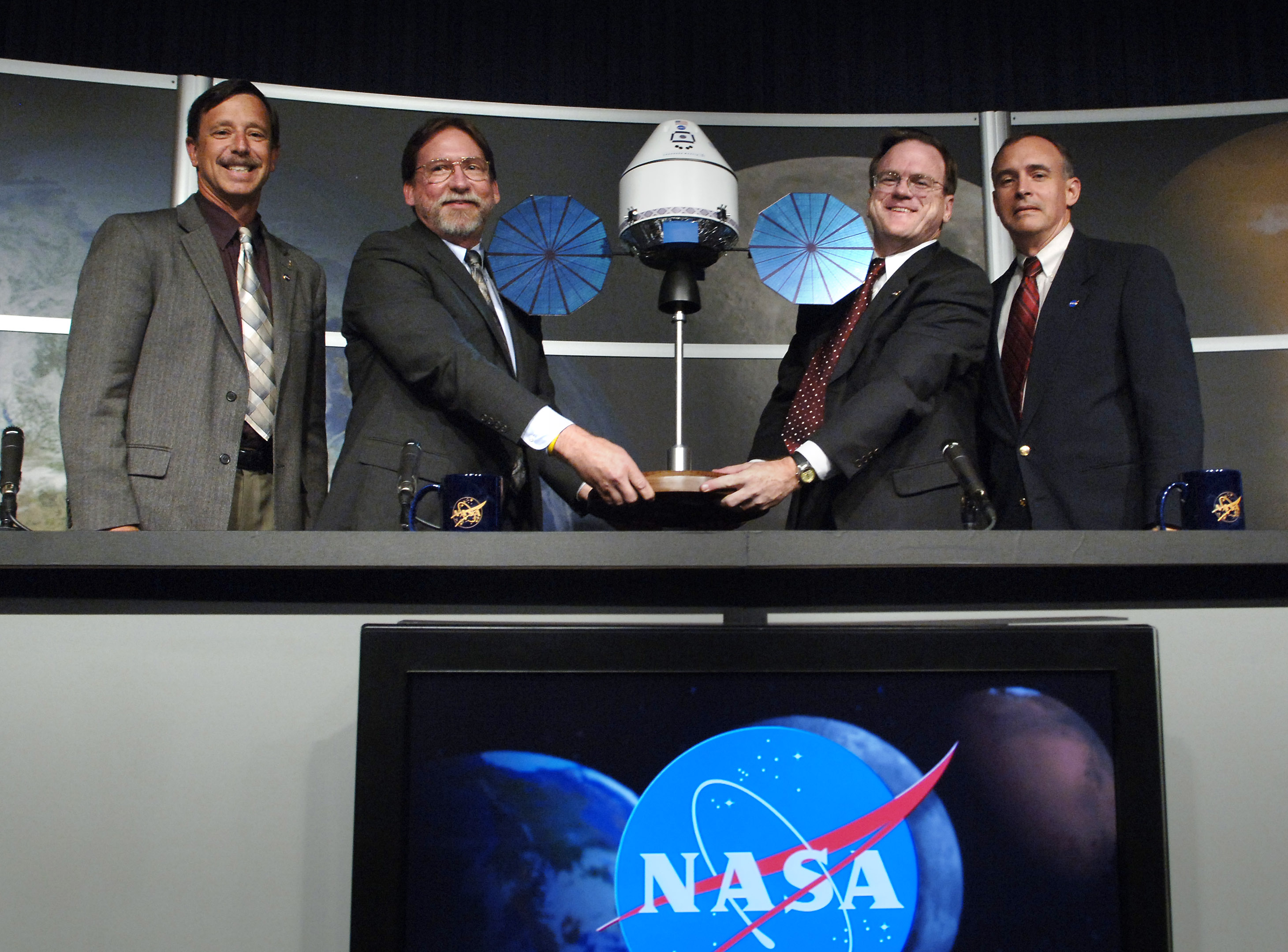
オリオン開発担当企業の発表。2006年8月31日、NASA本部にて

2004年1月14日、探査機スピリットが火星に着陸してから10日後、G・W・ブッシュ大統領は「宇宙開発の展望」と題する新宇宙政策「コンステレーション計画」を発表した。この計画は、現行のシャトルを2010年に退役させ、2014年までにオリオン宇宙船による有人宇宙飛行を実現させ、2020年までに月を有人探査し将来の有人火星探査に繋げるというものだった。この新宇宙政策について議会は当初は懐疑的だったが、2004年の暮れには初年度の予算を承認した。
この計画を奨励するために、NASAは2004年に「100年間の挑戦（Centennial Challenges）」と称する、非政府組織による科学賞を設立した。この中では、たとえば船外活動の時により効率よく作業できる宇宙服の手袋など、「宇宙開発の展望」計画のために有益な発明が表彰されている。
2006年12月4日、NASAは月面基地建設計画を発表した。当時の副長官スコット・ホロウィッツは2020年に建設を開始し、2024年までには飛行士が交代で滞在して、すべての資源を現地で調達できるような機能を持った基地を完成させる予定であることを表明した。この計画では、世界の様々な国の協力を求めていた。
2007年9月28日、NASA長官（当時）マイケル・グリフィン（Michael Griffin）は2037年までに人間を火星に到達させる目標を発表した。
しかし、この計画は2010年にバラク・オバマ大統領により中止された。

## 長官
NASA長官は同機関における最高責任者であり、また大統領の宇宙科学に関する最高顧問でもある。

## 施設
NASAの本部はワシントンD.C.にあり、ここからすべての支局に指示を出している。ミシシッピー州セントルイス近郊のジョン・C・ステニス宇宙センターの敷地内には、共同サービスセンターがある。共同センターの建設は2006年に起工し、2008年に竣工した。またケネディ宇宙センターではロケットの部品を輸送するための鉄道も運営されていた。各分野ごとの研究施設の一覧は、下記のとおりである。これらのうちのいくつかは、歴史的あるいは管理上の理由から複数の設備を持っている。施設に付いている人名は宇宙飛行士や宇宙開発に功績のあった関係者を記念したもの。

### 研究施設
- エイムズ研究センター（ARC）：カリフォルニア州マウンテンビュー、モフェット連邦空港内

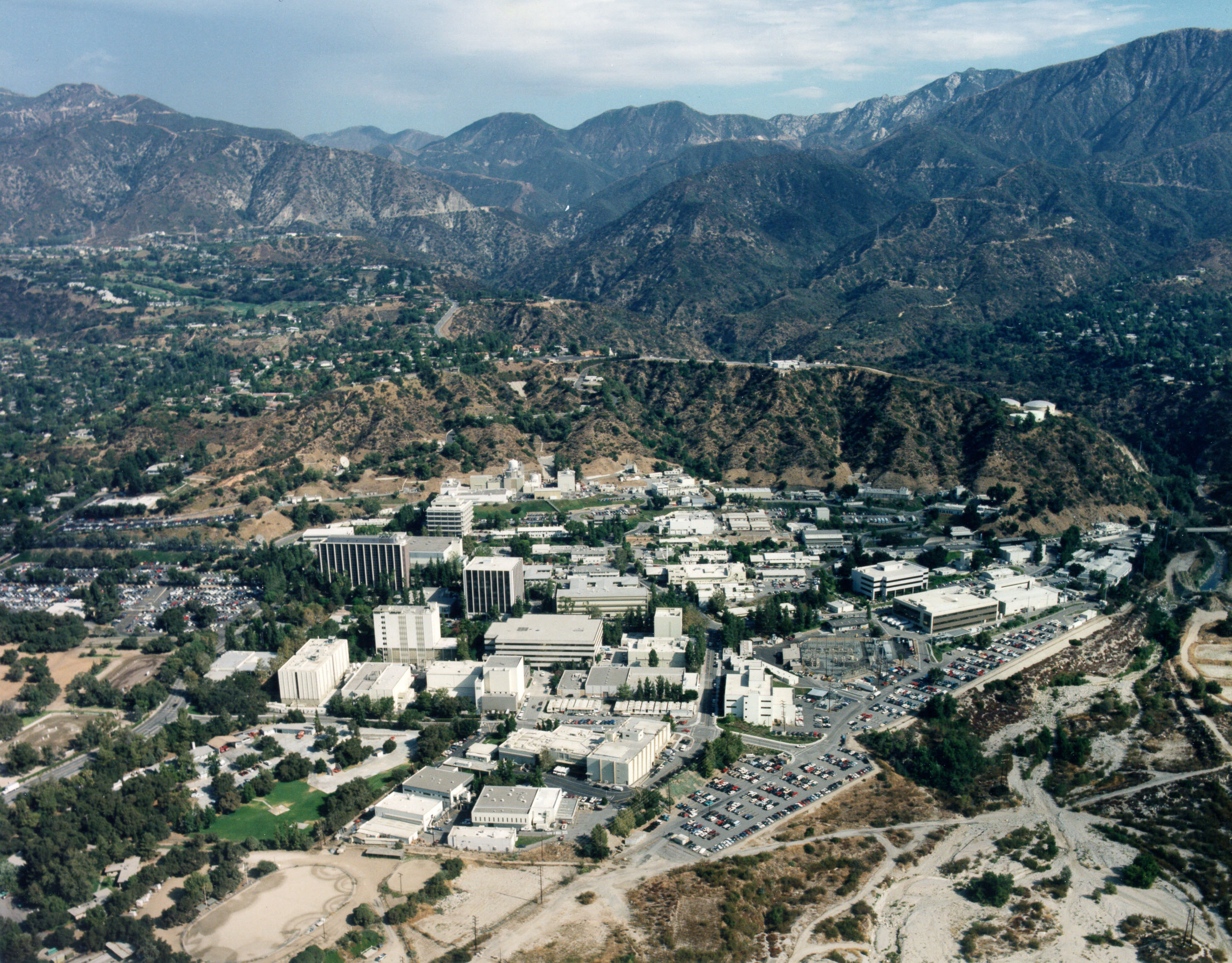
ジェット推進研究所

- ジェット推進研究所（JPL）：カリフォルニア州パサデナ、カリフォルニア工科大学の研究機関
- ゴダード宇宙研究機関：ニューヨーク
- ゴダード宇宙飛行センター（GSFC）：メリーランド州グリーンベルト
- ジョン・グレン研究センター（GRC）：オハイオ州クリーブランド
- ラングレー研究所 (LaRC)：バージニア州ハンプトン
- 応用物理研究所（APL）：メリーランド州ハワード郡、ジョンズ・ホプキンズ大学の研究機関

### 実験施設
- エイムズ研究センター：カリフォルニア州マウンテンビュー、モフェット連邦空港内
- ドライデン飛行研究センター（DFRC）：カリフォルニア州ロサンゼルス、エドワーズ空軍基地内。

2014年3月1日にアームストロング飛行研究センターに名称を変更
- 独立検査確認施設：ウェストバージニア州フェアモント
- ジョン・C・ステニス宇宙センター：ミシシッピー州セントルイス湾近郊
- ラングレー研究所：ヴァージニア州ハンプトン

### 組立および発射施設

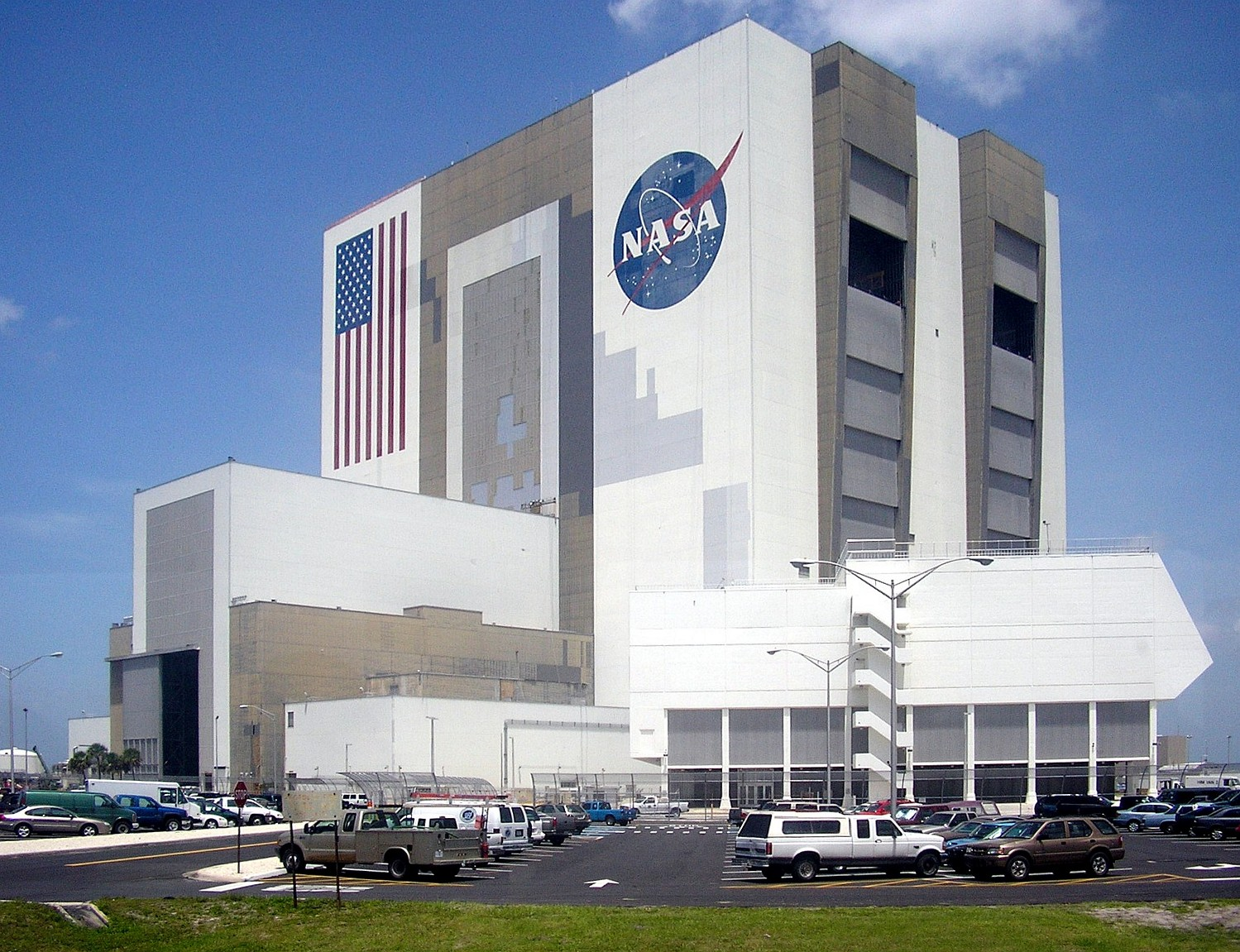
ケネディ宇宙センター

- マーシャル宇宙飛行センター（MSFC）：アラバマ州ハンツビル
- ケネディ宇宙センター（KSC）：フロリダ州ケープ・カナベラル
- ジョンソン宇宙センター（JSC）：テキサス州ヒューストン
- ミシュー（Michoud）組立施設：ルイジアナ州ニューオーリンズ
- ワロップス飛行施設：ヴァージニア州ワロップス島
- ホワイトサンズ試験施設：ニューメキシコ州ラスクルーセス

### 深宇宙通信網
- ディープスペースネットワーク基地
  - キャンベラ深宇宙通信施設：オーストラリア・キャンベラ
  - ゴールドストーン深宇宙通信複合施設：カリフォルニア州バーストウ
  - マドリード深宇宙通信施設：スペイン・マドリッド

### 娯楽博物施設

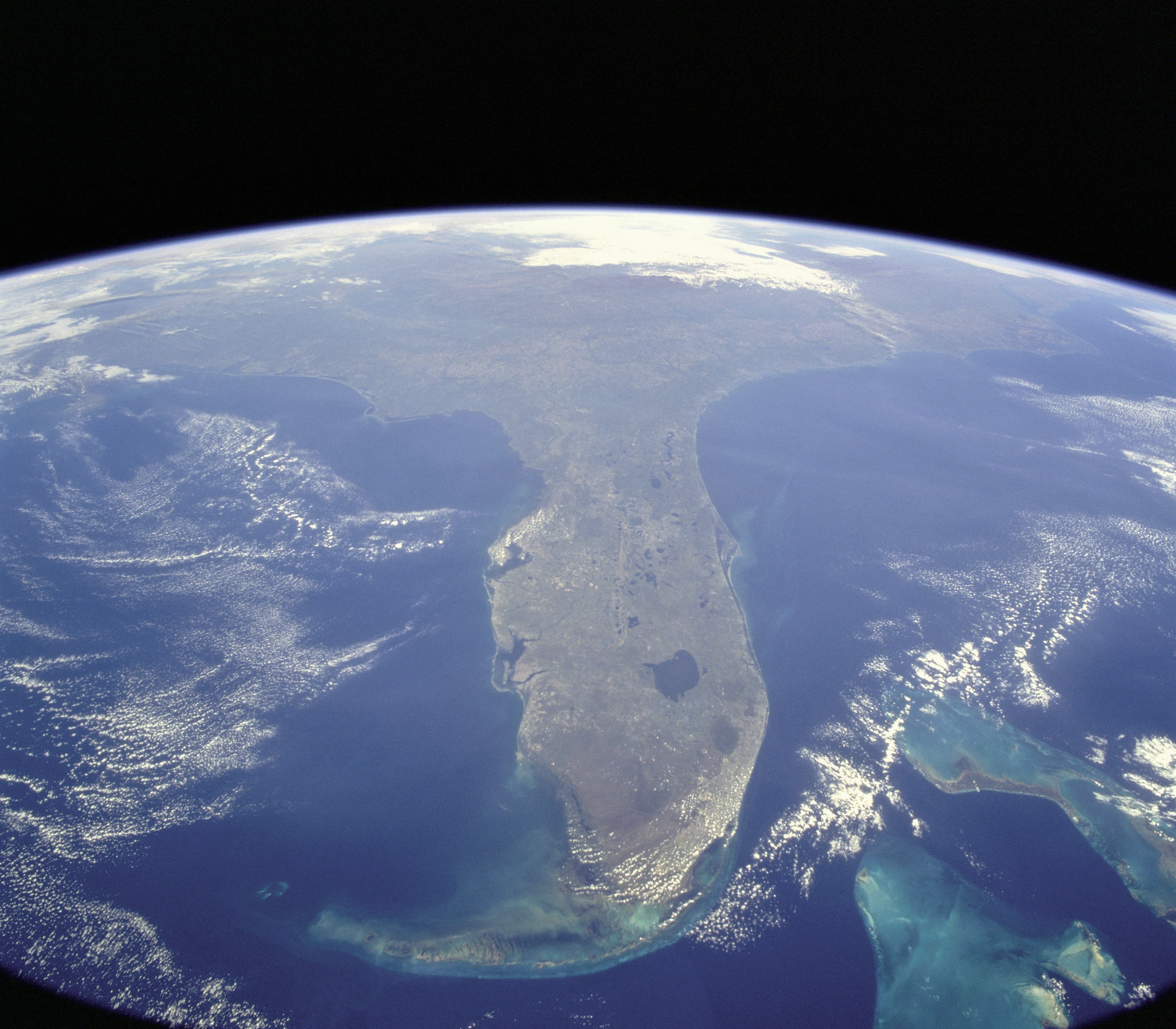
1998年10月31日、スペースシャトルから撮影されたフロリダ半島

- ケネディ宇宙センター来訪者用複合施設（Visitor Complex）：フロリダ州メリット島
- ヒューストン宇宙センター（Space Center Houston）：テキサス州ヒューストン
- 合衆国宇宙ロケットセンター（U.S. Space & Rocket Center）：アラバマ州ハンツビル

## 航空機
NASAでは科学調査や宇宙飛行士の訓練などに使用する航空機を多数運用しており、これらの機材を運用する人員も多数雇用している。機体はアメリカ軍の払い下げなどを民間機として再登録したものが多いが、新規取得やXプレーンなどの実験機の新規開発、改造も行っている。施設の多くは飛行場に隣接しているため、貨物や研究者の移送も自前で行っている。
パイロット出身の宇宙飛行士は引退後、NASAのパイロットとして雇用される者もいる。
- シャトル訓練機 - オービタの飛行特性に習熟するための練習機（ガルフストリーム IIを改造）
- DC-8-72 - flying laboratoryとして1986年から運用（元アリタリア、ブラニフ航空運用機:DC-8-62H→退役後エンジン換装）
2023年経年化により元JAL運用777-200ER：JA704Jへ置き換え予定
- WB-57 -天文観測などに使用する高高度観測機（B-57を改造）。
- F/A-18A - チェイス機（英語版）として利用されている他、F-18 HARVやX-53などの改造ベースとなっている。
- T-38A(N) - 宇宙飛行士の訓練の他、連絡機として使用されている（T-38を改造）
- スーパーグッピー - 大型輸送機。アポロ月着陸船など大型の貨物を空輸する際に使用する。
- アルタイル - NOAAと共同で運用する気象観測用の無人航空機（MQ-9 リーパーの非武装型）。
- NASA X-57 マクスウェル - 電動航空機の実験機。

## 表彰および勲章
NASAは現在、数多くのメダルや勲章を飛行士や功績のあった職員に授与している。そのうちのいくつかは、現役の軍の制服組を表彰するものである。中でも最も権威が高いのは「宇宙名誉勲章（Congressional Space Medal of Honor）」で、2009年までに28人が叙勲され（うち17人は追贈）、「自身の義務を遂行した宇宙飛行士の中で、国家と人類の福祉に対する非凡で賞賛に値する努力と貢献が特に傑出していた」と認められている。
次に権威が高いのは「NASA殊勲賞（NASA Distinguished Service Medal）」で、軍人パイロットから文官の職員にいたるまで、すべての政府関係者が受賞する資格を持っている。例年の表彰は、フロリダ州オーランド（Orlando）の国立航空宇宙協会の施設で行われている。

## 関係法令
- 1958年 - National Aeronautics and Space Administration PL 85-568
- 1961年 - Apollo mission funding PL 87-98 A
- 1970年 - National Aeronautics and Space Administration Research and Development Act PL 91-119
- 1984年 - National Aeronautics and Space Administration Authorization Act PL 98-361
- 1988年 - National Aeronautics and Space Administration Authorization Act PL 100-685

## NASA+
2023年11月、NASA独自の映像ストリーミングサービス「NASA+」を開始した。